# Бернигерот, Иоганн Мартин
Иоганн Мартин Бернигерот (нем. Johann Martin Bernigeroth; 7 ноября 1713, Лейпциг - 22 февраля 1767, там же) — немецкий гравёр.

## Биография
Сын гравёра. Первые уроки получил в мастерской своего отца. Совершенствовал свою технику и стиль, следуя французским стандартам. Автор множества портретов и книжных виньеток.
Отклонил предложение переехать в Санкт-Петербург. Стал придворным гравёром. Во время Семилетней войны анонимно создал 80 гравюр с изображением сражений, которые опубликовал в 1763 году под названием «Новый театр войны».
- Портрет Христиана фон Вольфа
- Портрет Иоганна Бенедикта Карпцова
- Рихтер
- Кристиана Марианна фон Зиглер
- Портрет Лукаса Канаха Младшего
- Кристиан Эрнст Саксен-Кобург-Заальфельдский
- Портрет Христиа́на А́вгуста Крузиуса
- Людвиг Хольберг